# Myles Lewis-Skelly
Myles Anthony Lewis-Skelly (* 26. September 2006 in Denmark Hill, London) ist ein englischer Fußballspieler, der als Mittelfeldspieler oder linker Außenverteidiger für den Premier-League-Verein FC Arsenal und die englische Nationalmannschaft spielt.

## Karriere

### Verein
Myles Lewis-Skelly trat als Kind im Alter von acht Jahren der Akademie des Premier-League-Vereins FC Arsenal bei. Er durchlief die Akademie zusammen mit seinem Freund und Teamkollegen Ethan Nwaneri und das Paar erzielte Tore bei ihrem gemeinsamen U18-Debüt bei einem 6:1-Sieg gegen Reading. Im FA Youth Cup 2022/23 erreichte er mit Arsenal das Finale, das gegen West Ham United verloren ging. Im Halbfinale gegen Manchester City hatte er den 2:1-Siegtreffer in der Nachspielzeit der Verlängerung erzielt.
Am 5. Oktober 2023 gab Arsenal bekannt, dass Lewis-Skelly seinen ersten Profivertrag mit dem Verein unterzeichnet hatte. Sein Debüt in der ersten Mannschaft des Vereins gab er am 22. September 2024 bei einem 2:2-Unentschieden auswärts bei Manchester City, als er in der Nachspielzeit der zweiten Halbzeit für Jurriën Timber eingewechselt wurde. Am 25. Januar 2025 erhielt Lewis-Skelly im Spiel gegen die Wolverhampton Wanderers umstrittenerweise eine rote Karte, nachdem sein Foul an Matt Doherty als ein schweres Vergehen gewertet wurde. Arsenal gewann das Spiel mit 1:0 und seine Sperre wurde drei Tage später aufgehoben.
Am 2. Februar 2025 erzielte Lewis-Skelly sein erstes Tor für Arsenal bei einem 5:1-Sieg gegen Manchester City in der Premier League.
Am 21. März 2025 debütierte Lewis-Skelly unter Thomas Tuchel in der englischen Nationalmannschaft und erzielte beim 2:0-Sieg gegen Albanien im Wembley-Stadion den Führungstreffer. Mit dem Treffer wurde er zum jüngsten englischen Spieler, der bei seinem Länderspieldebüt ein Tor erzielte.

## Persönliches
Lewis-Skelly wurde am 26. September 2006 im Londoner Stadtteil Islington geboren. Seine Eltern sind beide gebürtige Briten mit gemischter karibischer Abstammung.
Während seiner Zeit an Arsenals Akademie in Hale End besuchte Lewis-Skelly die Schule Aldenham in Hertfordshire und spielte gleichzeitig für seine Schul- und Akademiemannschaft.